# Jovice
Jovice (węg. Jólész) – wieś (obec) w powiecie Rożniawa, w kraju koszyckim, na Słowacji. Powierzchnia 10,076 km². Liczy 740 mieszkańców (2016).

## Położenie
Leży na wysokości 270–290 m n.p.m. u północnych podnóży stromych stoków Płaskowyżu Silickiego, nad potokiem Čremošná, ok. 3 km na południowy wschód od miasta Rożniawa.

## Historia
Wieś powstała na przełomie XIII i XIV w. na terenie „państwa” feudalnego z siedzibą na zamku Krásna Hôrka. Założyła ją gemerska gałąź rodu Mariássych. Chociaż w 1318 r. (jak wiadomo skądinąd) była już w pełni uformowaną jednostką osadniczą, pierwsza wzmianka pisemna o niej pochodzi dopiero z 1352 r. Występowała pod nazwami Carulossy lub Pachapataka, a dzisiejsza nazwa pojawiła się dopiero w 1427 r. Mieszkańcy zajmowali się głównie rolnictwem i hodowlą. W XVI w., po spustoszeniu przez Turków, we wsi osiedlili się Wołosi, jednak głównym zajęciem mieszkańców wsi musiała pozostać gospodarka na roli, jak świadczy o tym herb wsi, przejęty z pieczęci wiejskiej z 1700 r., w którym widzimy radlicę i lemiesz pługa. W XVIII i XIX w. mieszkańcy trudnili się również wypalaniem węgla drzewnego i górnictwem (wydobycie rud żelaza).

## Zabytki
- Dzwonnica wolnostojąca z 1892 r., murowana na rzucie kwadratu, dwukondygnacyjna, nakryta dachem namiotowym. W niej 2 dzwony (z 1801 i z 1888 r.);
- Dom rodzinny Andrása Cházára (1745-1816), założyciela pierwszego na Węgrzech zakładu dla głuchoniemych dzieci w mieście Vác (na budynku tablica pamiątkowa w jęz. węgierskim, w budynku izba pamięci).